# Pomnik Rewolucji Ludu Moslaviny
Pomnik Rewolucji Ludu Moslaviny, także Pomnik Rewolucji (chorw. Spomenik revolucije naroda Moslavine) – rzeźba upamiętniająca wydarzenia z II wojny światowej autorstwa Dušana Džamonji, znajdująca się w miejscowości Podgarić w gminie Berek w Chorwacji. Pomnik ma około 10 m wysokości i 20 m szerokości. Upamiętnia poległych rebeliantów z regionu Moslaviny, którzy zbuntowali się przeciwko Ustaszom.

## Tło historyczne
W kwietniu 1941 r. wojsko Królestwa Jugosławii zostało pokonane przez państwa Osi. Spowodowało to włączenie m.in. regionu Moslaviny do nowego państwa – Niezależnego Państwa Chorwackiego (NDH). Państwo to miało być protektoratem włosko-niemieckim lub państwem marionetkowym nazistowskich Niemiec rządzonym przez Ustaszy, których celem było utworzenie m.in. jednolitego etnicznie państwa chorwackiego, co spowodowało sprzeciw części mieszkańców Moslaviny. Od zimy 1941 r. Podgarić było istotnym ośrodkiem działalności partyzanckiej, a także ośrodkiem działań Komitetu Centralnego Komunistycznej Partii Chorwacji. To tu działały kompleksy szpitalne, które wspomagały 10. Korpus Partyzantów w Zagrzebiu (ok. 6 tys. żołnierzy).
Kompleks szpitalny w Podgarić nie ograniczał się jedynie do ratowania rannych. Funkcjonowały w nim również teatry, szkoły i warsztaty, a dowództwo partyzantów wykorzystywało go do celów politycznych i strategicznych. Pomimo położenia kompleksu szpitalnego na zalesionych zboczach górskich dochodziło tu do ataków Ustaszy, w wyniku których zginęło około 900 partyzantów.

## Prace nad pomnikiem
Władze lokalne i regionalne grupy kombatanckie w połowie lat 60. zaproponowały powstanie pomnika upamiętniającego opór partyzantów podczas II wojny światowej. Realizację rzeźby zlecono rzeźbiarzowi Dušanowi Džamonji, którego wsparł w realizacji Vladimir Veličković. Pomnik został ukończony w 1967 roku i uroczyście odsłonięty 7 września 1967 r. przez Prezydenta Socjalistycznej Federacyjnej Republiki Jugosławii, Josipa Broza Tito.

## Projekt pomnika
Konstrukcję stanowi brutalistyczna, betonowa, abstrakcyjna rzeźba o wysokości 10 m i szerokości 20 m, posiada ona 2 skrzydła oraz centralne oko, powleczone aluminiowymi panelami. Wzdłuż ścieżki prowadzącej do rzeźby znajdują się krypty w których spoczywa około poległych 900 partyzantów.